# Smicrostigma viride
Smicrostigma viride är en isörtsväxtart som först beskrevs av Adrian Hardy Haworth, och fick sitt nu gällande namn av Nicholas Edward Brown. Smicrostigma viride ingår i släktet Smicrostigma och familjen isörtsväxter. Inga underarter finns listade i Catalogue of Life.

## Bildgalleri

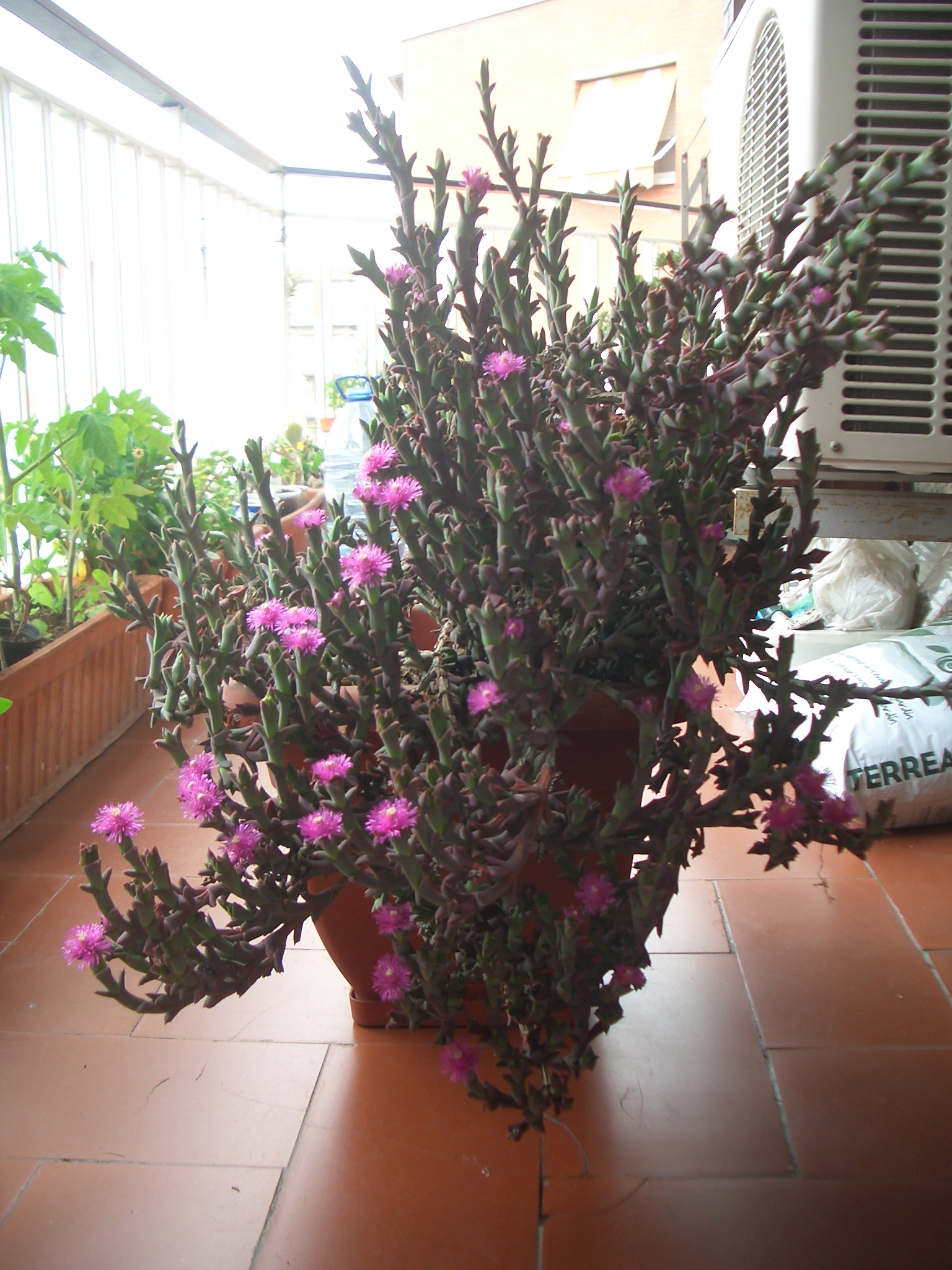